# Dysstroma nigrobrunneata
Dysstroma nigrobrunneata är en fjärilsart som beskrevs av Heydemann 1929. Dysstroma nigrobrunneata ingår i släktet Dysstroma och familjen mätare. Inga underarter finns listade i Catalogue of Life.